# Ферфакс (Айова)
Ферфакс (англ. Fairfax) — місто (англ. city) в США, в окрузі Лінн штату Айова. Населення — 2828 осіб (2020).

## Географія
Ферфакс розташований за координатами 41°55′19″ пн. ш. 91°46′32″ зх. д. / 41.92194° пн. ш. 91.77556° зх. д. (41.921916, -91.775431).  За даними Бюро перепису населення США в 2010 році місто мало площу 5,06 км², з яких 5,01 км² — суходіл та 0,05 км² — водойми.

## Демографія
Згідно з переписом 2010 року, у місті мешкали 2123 особи в 782 домогосподарствах у складі 608 родин. Густота населення становила 419 осіб/км².  Було 803 помешкання (159/км²).
Расовий склад населення:
| - 96,1 % — білих - 1,2 % — чорних або афроамериканців - 1,1 % — азіатів - 0,2 % — корінних американців |

До двох чи більше рас належало 0,8 %. Частка іспаномовних становила 1,4 % від усіх жителів.
За віковим діапазоном населення розподілялося таким чином: 28,9 % — особи молодші 18 років, 61,3 % — особи у віці 18—64 років, 9,8 % — особи у віці 65 років та старші. Медіана віку мешканця становила 36,6 року. На 100 осіб жіночої статі у місті припадало 96,9 чоловіків;  на 100 жінок у віці від 18 років та старших — 94,3 чоловіків також старших 18 років.
Середній дохід на одне домашнє господарство  становив 92 340 доларів США (медіана — 87 548), а середній дохід на одну сім'ю — 100 282 долари (медіана — 100 500). Медіана доходів становила 64 438 доларів для чоловіків та 45 774 долари для жінок. За межею бідності перебувало 1,0 % осіб, у тому числі 0,5 % дітей у віці до 18 років та 5,3 % осіб у віці 65 років та старших.
Цивільне працевлаштоване населення становило 1287 осіб. Основні галузі зайнятості: освіта, охорона здоров'я та соціальна допомога — 24,2 %, виробництво — 19,6 %, роздрібна торгівля — 11,2 %, фінанси, страхування та нерухомість — 10,9 %.